# Die Sonne von St. Moritz (film 1923)
Die Sonne von St. Moritz è un film muto del 1923 diretto da Hubert Moest e da Friedrich Weissenberg.

## Produzione
Il film fu prodotto dalla Aladin-Film-Company AG. di Berlino.

## Distribuzione
In Germania, il film fu distribuito dalla Deutsche Vereins-Film.

## Remake
Del film fu fatto un remake nel 1954, per la regia di Arthur Maria Rabenalt.